# Pseudolus
Pseudolus este cea mai celebră comedie a lui Plaut.
Comedie al cărui titlu s-ar putea traduce prin "Mincinosul" sau "Înșelătorul". A fost numită astfel după un sclav genial, care mistifică în același timp pe bătrânul său stăpân și pe Ballio, un negustor de curtezane, deși prevenise că-i va înșela. Încât Pseudolus sustrage de la Ballio pe frumoasa Phaenicium, iubita tânărului sau stăpân. 